# 户部 (官署)
户部是中国古代官署名。其長官為户部尚书。

## 历史
起源於三国，时设有度支尚书，掌财政。隋代以度支尚书为民部尚书。民部即户部前身，唐代以避太宗李世民名諱改称户部:4722。为六部之一，长官为户部尚书。唐代戶部其屬有四：一曰總部，掌天下戶口、田土、貢賦；二曰度支部，掌考校、賞賜；三曰金部，掌市舶、庫藏、茶鹽；四曰倉部，掌漕運、軍儲。
明清时期户部掌全国疆土、田地 、户籍、赋税、俸饷及一切财政事宜。其内部办理政务按地区分工而设司，按省分成十四個清吏司，如戶部江南清吏司。各司除掌核本省钱粮外，亦兼管其他衙门的部分政务，职责多有交叉。清还设有掌管八旗事务的八旗俸饷处及现审处。隶属于户部的机构有：掌铸钱的钱法堂及宝泉局；掌库藏的戶部三库；掌仓储及漕务的仓场衙门。
光绪三十二年（1906年），清政府宣布“仿行宪政”，设立民政部、度支部承接户部职责。户部遂废。

## 其他国家
受中國文化影響，朝鮮半島、日本古代也設有與戶部相似機關，越南古代亦設有戶部的機構。

### 朝鮮半島
受中國文化影響，朝鮮半島的高麗王朝仿效宋朝的政治體制也設有戶部，其首長為戶部尚書。至朝鮮王朝時期，改稱戶曹，首長改稱戶曹判書。越南古代亦設有戶部的機構。
朝鮮王朝時期，戶曹的本曹設置官員五十四名，分別為判書一名（正二品）、參判一名（從二品）、參議一名（正三品）、正郎三名（正五品）、銓郎三名（正六品）、算學教授一名（正六品）、別提二名（正六品）、算士一名（正七品）、計士二名（正八品）、算學訓導一名（正九品）、會士二名（從九品）。戶曹下設版籍司、會計司、經費司三個機構。
1894年，朝鮮廢除戶曹，改為度支部。

### 日本
受中国唐代文化影响，日本古代相应采取了二官八省制，设立民部省主管民政（特别是租税）、户籍、田畑事务，设立大藏省主管财政、财宝、出纳、物价、度量衡等事务。其后相沿至明治维新前。明治维新后1869年恢复民部省与大藏省的设置，1871年两者合并为大藏省，直到2001年中央省廳再編解散大藏省，「大藏省」一名的使用有1300年之久。

## 延伸阅读
[在维基数据编辑]
 《欽定古今圖書集成·明倫彙編·官常典·戶部部》，出自陈梦雷《古今圖書集成》